# Listă de scriitori de limbă neerlandeză, după țară
Această listă de scriitori de limbă neerlandeză, după țară cuprinde scriitori de limbă neerlandeză; numele real în cazul în care folosesc un pseudonim este indicat în paranteze.

## Autori dinȚările de Jos
- Bertus Aafjes
- Gerrit Achterberg
- Kader Abdollah
- Hieronymus van Alphen
- Robert Anker
- Jan Arends
- Thea Beckman
- Nicolaas Beets
- J. Bernlef (Hendrik Jan Marsman)
- J.M.A. Biesheuvel
- Anna Blaman
- Marion Bloem
- Godfried Bomans
- Ferdinand Bordewijk
- Hafid Bouazza
- Ina Boudier-Bakker
- Hugo Brandt-Corstius
- Gerbrand Adriaensz Bredero
- Carry van Bruggen
- Boudewijn Büch
- Remco Campert
- Simon Carmiggelt
- Jacob Cats
- Anton Coolen
- Louis Couperus
- J.J. Cremer
- Jules Deelder
- Aagje Deken
- Max Dendermonde (Hendrik Hazelhoff)
- Lodewijk van Deyssel (K.J.L. Alberdingk Thijm)
- Adriaan van Dis
- A. den Doolaard (Cornelis Spoelstra)
- Johnny van Doorn
- Renate Dorrestein
- Frederik van Eeden
- Justus van Effen
- Marcellus Emants
- Anna Enquist (Christa Widlund-Boer)
- Ronald Giphart
- Theo van Gogh
- Herman Gorter
- Hermine de Graaf
- Arnon Grunberg
- Robert van Gulik
- Hella Haasse
- Maarten 't Hart
- Pé Hawinkels
- Willem Frederik Hermans
- Willy van der Heide
- A.F.Th. van der Heijden
- Herman Heijermans
- Hildebrand (Nicolaas Beets)
- Pieter Corneliszoon Hooft
- Conrad Busken Huet
- Constantijn Huygens
- A.M. de Jong
- Mensje van Keulen
- Yvonne Keuls
- Yvonne Kroonenberg
- Carel Steven Adama van Scheltema
- Willem Kloos
- Gerrit Komrij
- Rutger Kopland
- Toon Kortooms
- Rudy Kousbroek
- Gerrit Krol
- Pieter Langendyk
- Thé Lau
- Aart van der Leeuw
- Rick de Leeuw
- Jacob van Lennep
- Tessa de Loo (Tineke Duyvené de Wit)
- Karel Glastra van Loon
- Lucebert (L.J.Swaanswijk)
- Philips van Marnix van Sint-Aldegonde
- Hannes Meinkema (Hannemieke Stamperius)
- Ischa Meijer
- Doesjka Meijsing
- Willem de Mérode
- Neeltje Maria Min
- Nicolaas Matsier (Tjit Reinsma)
- Marga Minco (Sara Voeten-Minco)
- Wally Moes
- Margriet de Moor
- Harry Mulisch
- Multatuli (Eduard Douwes Dekker)
- Nescio (J.H.F.Grönloh)
- Cees Nooteboom
- Martinus Nijhoff
- Piet Paaltjens (= François Haverschmidt)
- Connie Palmen
- Rascha Peper
- Jean Pierre Rawie
- Gerard Reve
- Henriette Roland Holst - van der Schalk
- Arthur van Schendel
- Bert Schierbeek
- J. Slauerhoff
- Marie Stahlie
- Felix Thijssen
- Theo Thijssen
- Marten Toonder
- Vasalis (Margaretha Drooglever Fortuyn-Leenmans)
- Adriaan van der Veen
- Simon Vestdijk
- Roemer Visscher
- Joost van den Vondel
- Theun de Vries
- Leo Vroman
- Jacqueline E. van der Waals
- Hans Warren
- Lévi Weemoedt (Isaäck Jacobus van Wijk)
- Janwillem van de Wetering
- Willem Wilmink
- Leon de Winter
- Betje Wolff
- Jan Wolkers
- Augusta de Wit
- Joost Zwagerman

## Autori dinBelgia
- Pieter Aspe
- Aster Berkhof
- Louis Paul Boon
- Herman Brusselmans
- Cyriel Buysse
- Hugo Claus
- Ernest Claes
- Hendrik Conscience
- Johan Daisne
- Herman De Coninck
- Rita Demeester
- Filip De Pillecyn
- Gaston Durnez
- Willem Elsschot (Alfons de Ridder)
- Jef Geeraerts
- Guido Gezelle
- Marnix Gijsen
- Maurice Gilliams
- Kristien Hemmerechts
- Stefan Hertmans
- Emmanuel Hiel
- Guido van Heulendonk
- Jotie T'Hooft
- Eric de Kuyper
- Hubert Lampo
- Tom Lanoye
- Patricia de Martelaere
- Bob Mendes
- Wies Moens
- Joris Note
- Leo Pleysier
- Hugo Raes
- Albrecht Rodenbach
- Ward Ruyslinck (Raymond Charles Marie de Belser)
- Clem Schouwenaars
- Paul Snoek
- Stijn Streuvels
- Felix Timmermans
- Jos Vandeloo
- Karel van de Woestijne
- Geert van Istendael
- Jan van Nijlen
- Paul van Ostaijen
- Eddy Van Vliet
- Peter Verhelst
- Eriek Verpale
- Gerard Walschap

## Autori dinSurinam
- Albert Helman
- Cynthia McLeod
- Hugo Pos
- Astrid Roemer
- Trefossa
- Shrinivasi

## Autori dinAntilele Neerlandeze
- Boeli van Leeuwen
- Tip Marugg